# Panarmonicon

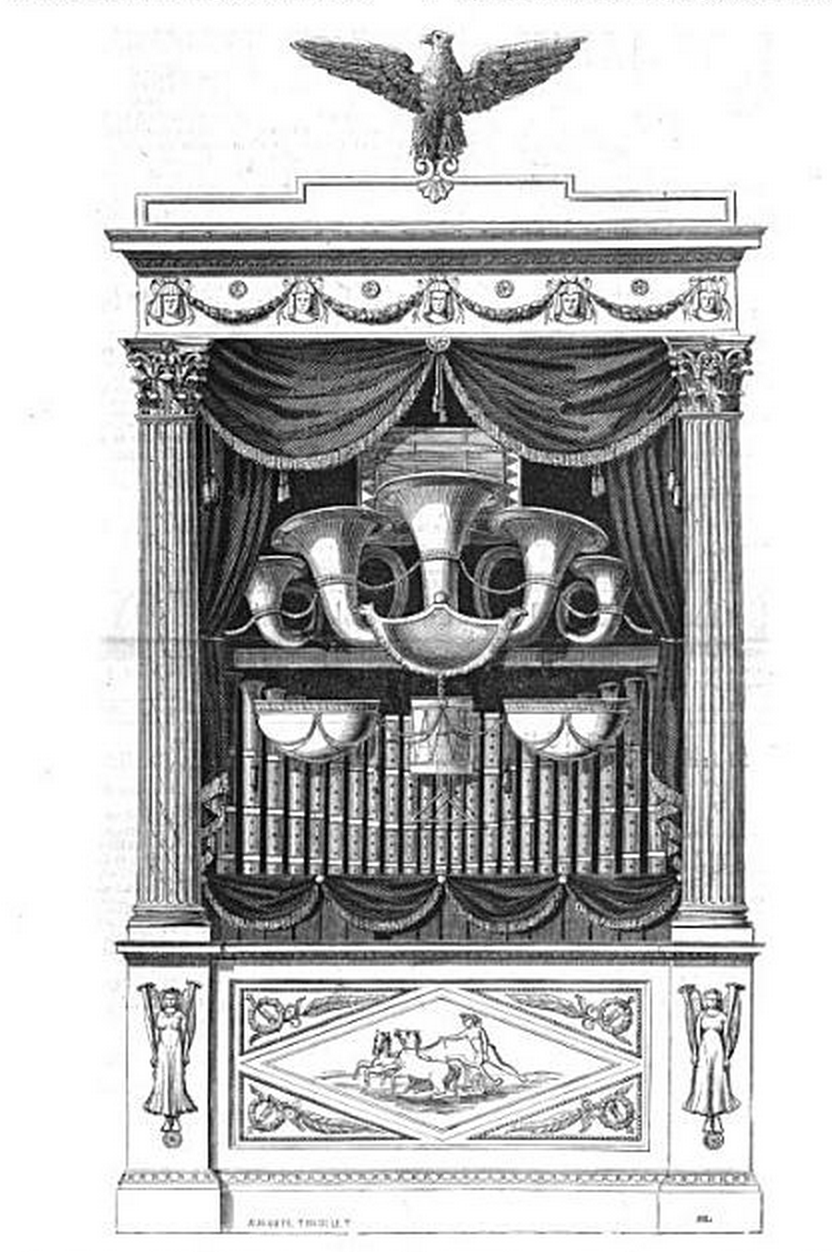
Raffigurazione di un panarmonicon dal settimanale L'Illustration del 25 maggio 1846

Il panarmonicon o panharmonicon (in tedesco Panharmonikon; dal greco παν-, «totale», e ἁρμονικόν, «armonizzatore») è un automa musicale ideato da Johann Nepomuk Mälzel nel 1804 e antesignano dell'orchestrion.
Consisteva in una sorta di tastiera che, mettendo in funzione un soffietto e una serie di rulli, poteva riprodurre il suono di un'intera orchestra. Il panarmonicon si componeva infatti di quarantadue strumenti della banda militare: a fiato (flauto, clarinetto, oboe, fagotto, tromba, corno) e a percussione (timpani, triangolo, tamburo, piatti, grancassa). Cherubini compose nel 1806 un'Aria per panarmonicon il cui manoscritto si conserva alla biblioteca di Stato di Berlino. Mälzel stesso, per inaugurare il suo secondo esemplare di panarmonicon, dalle dimensioni e dalle possibilità musicali ancora più estese, nel 1813 commissionò a Beethoven una composizione orchestrale (La vittoria di Wellington).
Nessun esemplare di panarmonicon è sopravvissuto. L'ultimo, che si conservava al museo industriale di Stoccarda nel 1942, finì distrutto sotto un bombardamento della seconda guerra mondiale. Ne restano solo alcune immagini fotografiche.